# LM-Pihl
LM|Pihl A/S eller Pihl Holdings A/S er et holdingselskab og en dansk entreprenørvirksomhed med hovedkvarter i Taastrup, som består af byggevirksomhederne Pihl & Søn og LM Byg. Virksomheden var tidligere kendt som LM Byg, men efter at de overtog det konkursramte E. Pihl & Søn, så har de indarbejdet navnet Pihl & Søn. I dag har virksomheden 250 ansatte. Årsomsætningen var i 2023 på 1,8 mia. danske kroner. LM|Pihl A/S er majoritetsejet af Mindegaard Construction.